# 古代世界の七不思議

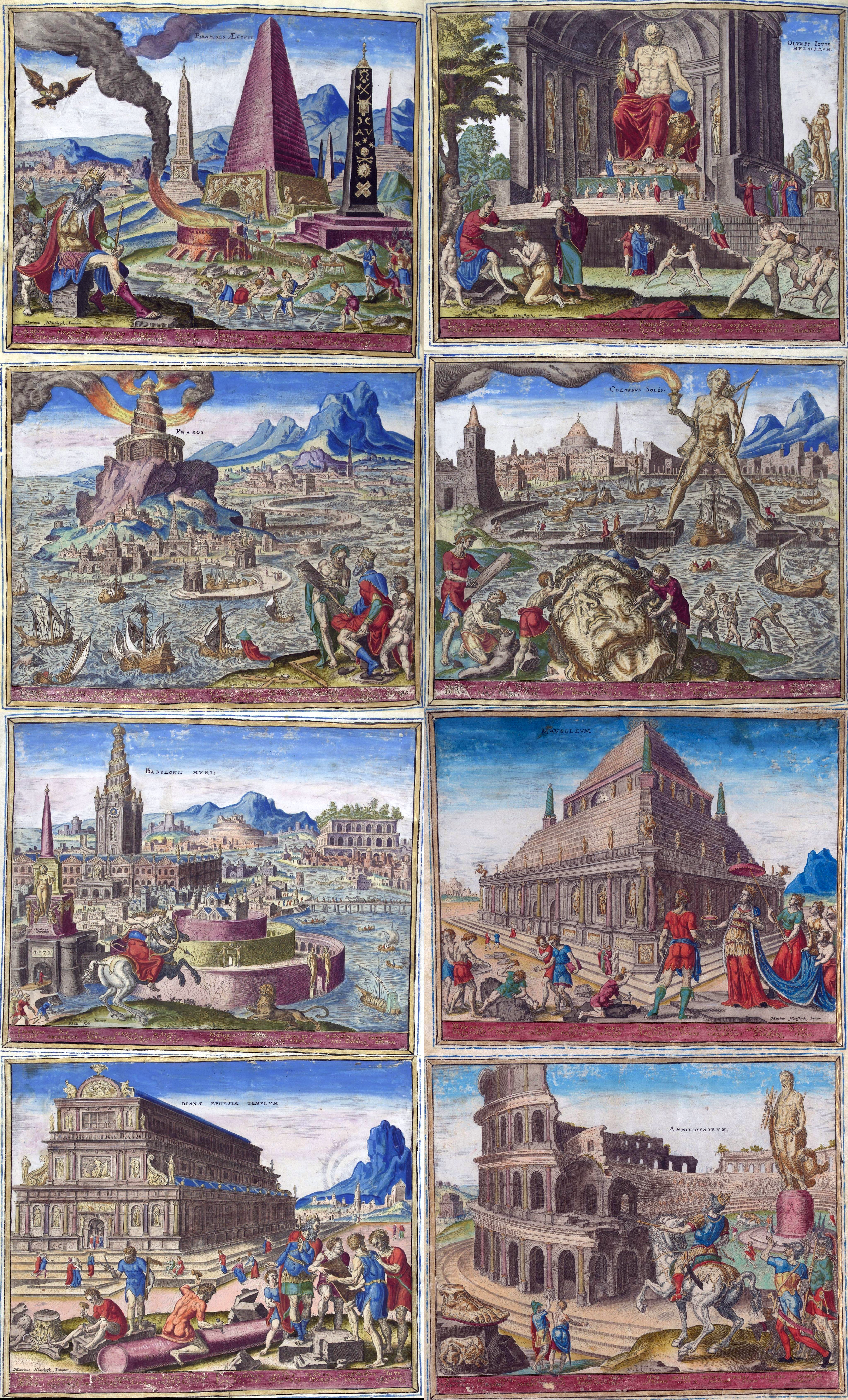
古代世界の七不思議（左上から右下へ）：ギザの大ピラミッド、バビロンの空中庭園、アルテミス神殿、オリンピアのゼウス像、マウソロス霊廟、ロドス島の巨像、アレクサンドリアの大灯台

七不思議の時系列と地図。太字の緑色と赤色の年号は、それぞれの建設と破壊の時期を示している。

古代世界の七不思議（こだいせかいのななふしぎ）、あるいは単に世界の七不思議は、古典古代において驚異的なものとされた建築物のリストであり、様々な書き手たちが、古代ギリシアの旅行者たちの間で広く知られた案内書や詩文の中で言及していた。現在知られるような形が定着したのはルネッサンス時代を迎えてからであったが、七不思議のリストへの言及は、紀元前2世紀から紀元前1世紀にかけての時期に遡る。以降、それぞれの時代に、様々なバージョンが世界の七不思議などとして着想され、その多くは7件を挙例するものであった。当初からの七不思議の中では、古代世界の七不思議の中でも最も古い時代のものであるギザの大ピラミッドだけが比較的に安定してリストに挙げられてきた。ロドス島の巨像、アレクサンドリアの大灯台、マウソロス霊廟、アルテミス神殿、オリンピアのゼウス像は、いずれも破壊された。バビロンの空中庭園については、その正確な場所も、その後の顛末も分かっておらず、もともと存在していなかったのではないかとも考えられている。

## 背景
紀元前4世紀当時、古代ギリシアは既知の西方世界の大部分を征服し、ギリシア人旅行者たちは、エジプト、ペルシア、バビロニアの諸文明を訪れることができるようになっていた。様々な土地で接したランドマークや驚異に強い印象を受け、魅惑された彼らは、その見聞を記憶に残すため、リストを作るようになった。
「不思議」とされるようになった言葉は、古代ギリシア語では θεάματα（テアマタ、theámata）といい、これは「光景」あるいは「見るべきもの」(Τὰ ἑπτὰ θεάματα τῆς οἰκουμένης [γῆς] 、Tà heptà theámata tēs oikoumenēs [gēs]) を意味した。後になると、「驚き」を意味する θαύματα（タウマタ、thaumata）という言葉が用いられるようになった。つまり、このリストは、古代世界における旅行案内書のようなものとして生み出されたのであった。
7件のこうした記念物をリストとした最古の言及を残したのは、シケリアのディオドロスであった。エピグラム詩人であったシドンのアンティパトロスは、紀元前100年ころ以前を生きた人物であったが、7件のこうした記念物のリストを挙げており、そのうち6件は現在広く知られている七不思議と一致している（アレクサンドリアの大灯台の代わりに、バビロンの城壁が入っている）。

私は、難攻不落のバビロンの城壁を見つめて壁沿いに競走するチャリオットを思い、また、アルフェイオスの岸に立つゼウス像を見つめ、空中に掛かる庭園を見たし、ヘーリオスの巨像、高く築かれた人工の山であるピラミッド、マウソロスの巨大な墓も見た。しかし私が、雲に達するアルテミス神殿を見た時に、他の全ては陰に置かれた、というのも、太陽はオリンポス山以外の場所には、自らに匹敵するものを見出さないからである。—ギリシア詞華集 Greek Anthology IX.58

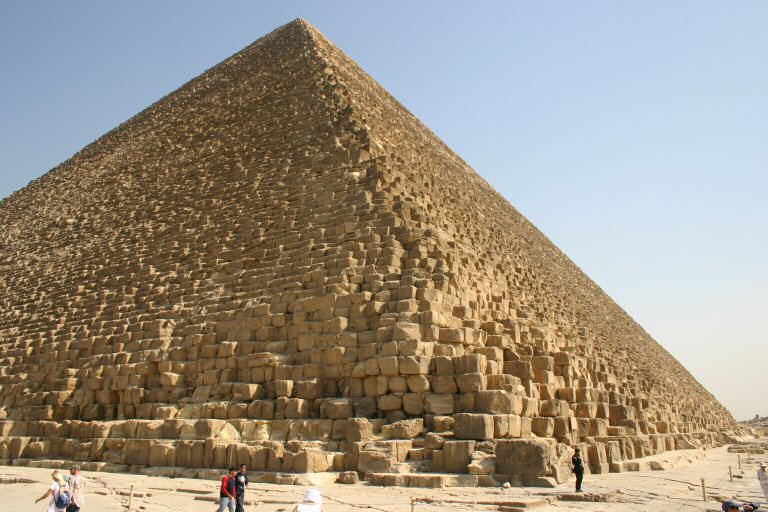
古代世界の七不思議とされたもののうち唯一現存するギザの大ピラミッド。

同じく紀元前2世紀に記録を残した数学者であったとされるビザンチウムのフィロンは、「世界の7つの光景」と題した短い記述を書いた。現存する写本は不完全なものであり、7件あるはずの場所のうち、6件しか伝えられていないが、その6件はアンティパトロスのリストと一致している。
これらの記述より早い時期の歴史家ヘロドトス（紀元前484年 - 紀元前425年）によるリストや、その後の建築家キュレネのカリマコス（紀元前305年ころ - 紀元前240年）のリストは、アレクサンドリア図書館に収められていたとされるが、これらを参照した言及しか伝えられていない。
アレクサンドリアの大灯台は、七不思議の中で最後に完成したもので、その時期は紀元前280年であった。また、ロドス島の巨像は、七不思議の中で最初に破壊されたものであり、紀元前226年の地震で崩壊した。つまり、七不思議のすべてが揃って存在していた時期は、60年間にもならなかったのである。

## 対象とされた範囲
七不思議のリストに取り上げられているものは、造形物、建築などの記念物だけであり、地域的にも地中海地方から中東にかけてに限られているが、これは古代ギリシア人にとっての既知の世界の範囲であった。したがって、この範囲を超えた外にあったものは、当時の記述には反映されなかった。
古代ギリシア世界の書き手たちが残した記述は、このリストに挙げられた場所に極めて大きな影響を与えることとなった。7件のうち5件は、ギリシア人の手で完成された芸術ないし建築を讃えるものであり、例外はギザの大ピラミッドとバビロンの空中庭園だけであった。

## 選ばれた「不思議」

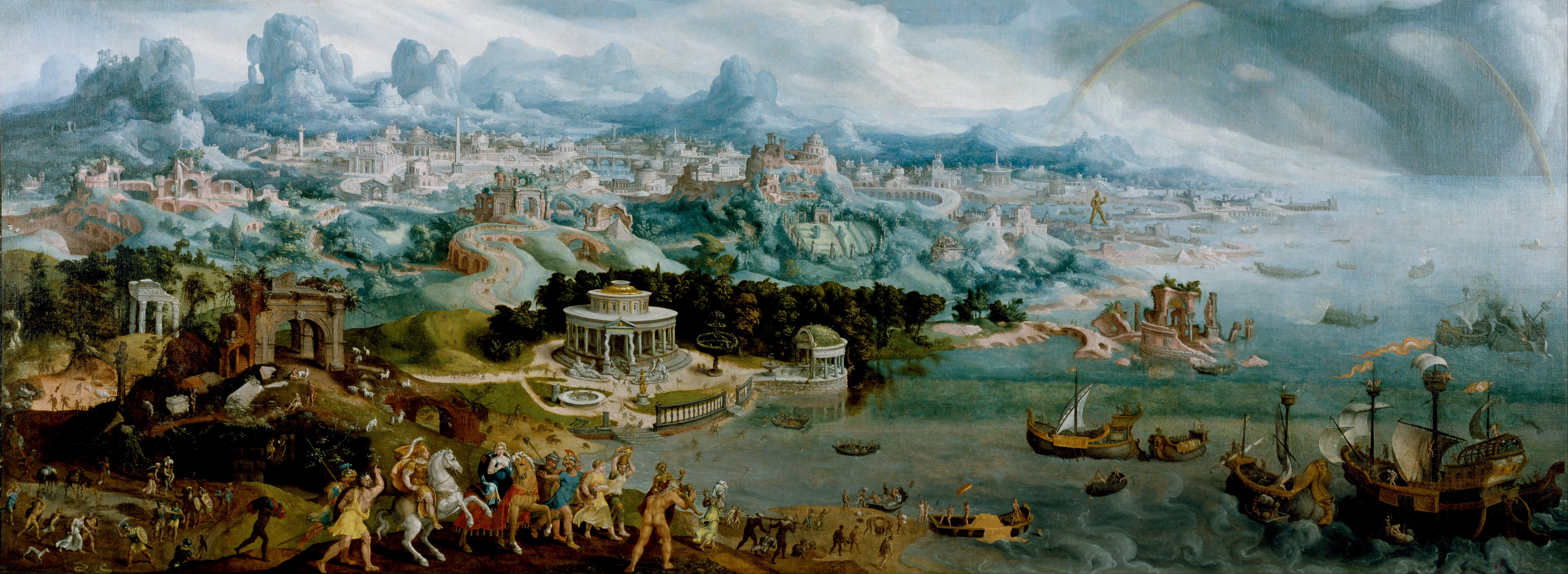
マールテン・ファン・ヘームスケルクによるこの絵は、パリスによるヘレネーの略奪の場面を描く背景として、古代世界の七不思議を描いている。 ウォルターズ美術館蔵。

| 名称                                              | 建設時期                                            | 建設者                                         | 破壊時期                                        | 破壊事由                                                                                      | 現代における位置                                                                                |
| ------------------------------------------------- | --------------------------------------------------- | ---------------------------------------------- | ----------------------------------------------- | --------------------------------------------------------------------------------------------- | ----------------------------------------------------------------------------------------------- |
| ギザの大ピラミッド                                | 紀元前2584年 - 紀元前2561年                         | エジプト                                       | （現存するが、表面はほとんど喪失）              | エジプト ギーザ · 北緯29度58分45.03秒 東経31度08分03.69秒 / 北緯29.9791750度 東経31.1343583度 |                                                                                                 |
| バビロンの空中庭園 （実在を疑問視する見解もある） | 紀元前600年ころ（推定）                             | バビロニア人、ないし、アッシリア人             | 1世紀以降                                       | 不明                                                                                          | イラク ヒッラ、ないし、ニネヴェ 北緯32度32分08秒 東経44度25分39秒 / 北緯32.5355度 東経44.4275度 |
| エフェソスのアルテミス神殿                        | 紀元前550年ころ、再建は紀元前323年                  | ギリシア人、リュディア人                       | 紀元前356年（ヘロストラトス） 262年（ゴート族） | ヘロストラトスによる放火、略奪                                                                | トルコ セルチュク近郊 北緯37度56分59秒 東経27度21分50秒 / 北緯37.94972度 東経27.36389度         |
| オリンピアのゼウス像                              | 紀元前466年 - 紀元前456年（神殿） 紀元前435年（像） | ギリシア人                                     | 450年ころ                                       | 解体されコンスタンティノープルへ移設後、火災により破壊                                        | ギリシャ オリンピア 北緯37度38分16.3秒 東経21度37分48秒 / 北緯37.637861度 東経21.63000度        |
| マウソロス霊廟                                    | 紀元前351年                                         | ギリシア人 ペルシア人（アケメネス朝） カリア人 | 1150年 - 1494年                                 | 地震                                                                                          | トルコ ボドルム 北緯37度02分16秒 東経27度25分27秒 / 北緯37.0379度 東経27.4241度                 |
| ロドス島の巨像                                    | 紀元前292年                                         | ギリシア人                                     | 紀元前226年                                     | 紀元前226年ロドス島地震                                                                       | ギリシャ ロドス 北緯36度27分04秒 東経28度13分40秒 / 北緯36.45111度 東経28.22778度               |
| アレクサンドリアの大灯台                          | 紀元前280年                                         | ギリシア人 エジプト人（プトレマイオス王国）    | 1303年 - 1480年                                 | 1303年クレタ島地震                                                                            | エジプト アレクサンドリア · 北緯31度12分50秒 東経29度53分08秒 / 北緯31.21389度 東経29.88556度   |

## 後代への影響
ローマ文化への古代ギリシアの影響や、ルネッサンス期におけるギリシア＝ローマ芸術様式は、ヨーロッパの芸術家や旅行者たちの想像力を掻き立てることとなった。シドンのアンティパトロスのリストに基づいて、絵画や彫刻が数多く生み出され、他方では実際に現地へ赴いて「不思議」を実見しようとする冒険者たちも大勢現れた。また、様々な伝説が流布され、「不思議」の超絶性はさらに高められた。
21世紀までに、失われていた6つのうちマウロソス霊廟、アレクサンドリアの大灯台とアルテミス神殿は、発掘調査の結果、遺跡及び残骸が発見された。2つの彫刻は痕跡も残っておらず、バビロンの空中庭園は実在したかどうかも不明のままである。

## 関連文献
- Clayton, Peter A., and Martin Price. The Seven Wonders of the Ancient World. New York: Dorset, 1989.
- Deliyannis, Deborah Mauskopf. “The mausoleum of Theoderic and the Seven Wonders of the World.” Journal of Late Antiquity 3, no. 2 (2010): 365-85.
- D'Epiro, Peter, and Mary Desmond Pinkowish. What Are the Seven Wonders of the World? and 100 Other Great Cultural Lists. New York: Anchor Books/Doubleday, 1988.
- Jordan, Paul. The Seven Wonders of the Ancient World. Harlow, UK: Longman, 2002.
- Mueller, Artur. The seven wonders of the world: Five thousand years of culture and history in the ancient world. New York: McGraw-Hill, 1968.
- Romer, John, and Elizabeth Romer. The Seven Wonders of the World: A History of the Modern Imagination. 1st American ed. New York: Henry Holt, 1995.